# Vlag van Dijk en Waard

Vlag van de gemeente Dijk en Waard

Het is niet bekend of de vlag van Dijk en Waard officieel is vastgesteld. De Noord-Hollandse gemeente Dijk en Waard voert sinds haar ontstaan 2022 een logovlag, die het gemeentelogo met belettering toont op een blauwgroene achtergrond. Logovlaggen worden niet opgenomen in het vlaggenregister van de Hoge Raad van Adel omdat ze zich niet aan de regels van de vlaggenkunde houden. Deze vlaggen kunnen wel een officiële status hebben als ze bij besluit door de gemeenteraad zijn aangenomen, maar dit gebeurt vaak ook niet.
Aalsmeer · Alkmaar · Amstelveen · Amsterdam · Bergen · Beverwijk · Blaricum · Bloemendaal · Castricum · Den Helder · Diemen · Dijk en Waard · Drechterland · Edam-Volendam · Enkhuizen · Gooise Meren · Haarlem · Haarlemmermeer · Heemskerk · Heemstede · Heiloo · Hilversum · Hollands Kroon · Hoorn · Huizen · Koggenland · Landsmeer · Laren · Medemblik · Oostzaan · Opmeer · Ouder-Amstel · Purmerend · Schagen · Stede Broec · Texel · Uitgeest · Uithoorn · Velsen · Waterland · Wijdemeren · Wormerland · Zaanstad · Zandvoort